# The Impossible Game
The Impossible Game es un videojuego plataformero rítmico y arcade para Xbox 360 de 2009 originalmente. Desarrollado por FlukeDude y publicado por la compañía Grip Games. Su lanzamiento se produjo el 23 de noviembre de 2009 para Xbox 360, el 24 de abril de 2010 para iOS, el 14 de octubre de 2010 para Windows Phone, el 5 de diciembre de 2010 para Android, el 9 de mayo de 2011 para Symbian, el 6 de septiembre de 2011 para PlayStation 3 y PlayStation Portable, el 15 de febrero de 2012 para PlayStation Vita y el 8 de mayo de 2014 para Linux, MacOS y Windows.

## Jugabilidad
El objetivo del juego es guiar un cubo sobre picos y hoyos. Presenta cinco niveles (dos en iOS y Android). Existe un modo de práctica donde se pueden colocar banderas (puntos de control), está disponible. Cada vez que se bate un nivel, se desbloquea una medalla.
En la versión para Steam, hay un editor de niveles disponible, que los jugadores pueden usar para crear sus propios niveles, y se puede usar música personalizada.

## Recepción
The Impossible Game para PC recibió críticas generalmente mixtas. En Metacritic, la versión de PC recibió una puntuación de 64. En GameRankings, recibió 60 % en Xbox 360, 67 % en iOS, 87 % en PlayStation Portable, y 67 % en PC. En Eurogamer dio a la versión de Xbox 360 un 6/10, afirmando: «es monumentalmente frustrante, pero también increíblemente adictivo a medida que continuamente intentas hacer un progreso precioso».